# چلوکبابی
چلوکبابی نوعی رستوران است که در آن خوراک و نوشیدنی مخصوص ایرانی، همانند انواع چلوکباب ارائه و در همان‌جا پذیرایی می‌شود. گاه ممکن است انواع غذاهای دیگر نیز مثل خورش فسنجان یا قورمه‌سبزی در چلوکبابی سِرو شود، و گاه ممکن است که این غذاخوری‌ها، بخشی از یک واحد بازرگانی و جهانگردی بزرگ‌تر باشند، مانند فروشگاه‌ها و مهمانخانه‌ها.

## تاریخچه
به وجود آمدن غذایی جدید به نام چلوکباب را به ناصرالدین‌شاه نسبت می‌دهند. اولین چلوکبابی تهران نیز در حدود یکصد و بیست سال پیش و در زمان سلطنت ناصرالدین‌شاه در بازار تهران تأسیس شده و گاهی شاه نیز غذای خود را به آن سفارش می‌داده‌است. با این‌حال اسناد دیگری نیز موجود است که اولین چلوکبابی در تبریز نزدیک مرز با قفقاز تأسیس شده بوده‌است.
یکی از معروف‌ترین چلوکبابی‌های تهران در جریان ملی شدن صنعت نفت ایران چلوکبابی شمشیری بود که در اصل قهوه‌خانه کوچکی متعلق به محمدحسن شمشیری بود. بسیاری از چلوکبابی‌های تهران بعدها شمشیری نامیده شدند. نخستین چلوکبابی تهران که زنان نیز به همراه خانواده حق حضور در آن را یافتند، چلوکبابی عباس شمرونی(بعدها چلوکبابی فرد شمیرانی) واقع در میدان امین‌السلطان بود.

## پذیرایی
در چلوکبابی‌های قدیم، ابتدا پلو و کره به مشتری ارائه می‌شد و بلافاصله پیشخدمت بعدی سیخی کباب را بر روی آن می‌کشید. در برخی چلوکبابی‌ها عمل کشیدن سیخ‌های کباب تا سیر شدن مشتری ادامه می‌یافت؛ بنابراین تعداد سیخ‌های کباب در هزینه غذا تأثیری نداشت. در اولین چلوکبابی تهران نیز مانند امروز غذا به سبک اروپائیان بر سر میز آورده می‌شد. امروزه برخی از چلوکبابی‌ها دارای سالن‌های متعدد پذیرایی بوده و امکان حمل غذا برای مشتریان را هم دارند. در گذشته غذایی که در محل مشتریان سرو می‌شد به وسیله کارگری به نام «بیرون‌بر» در سینی و با سرپوش مسی برای هر دست غذا پیاده یا با دوچرخه حمل می‌شد و غذای داخل چلوکبابی در ظروف چینی گلسرخی سرو می‌گردید.

## خارج از ایران

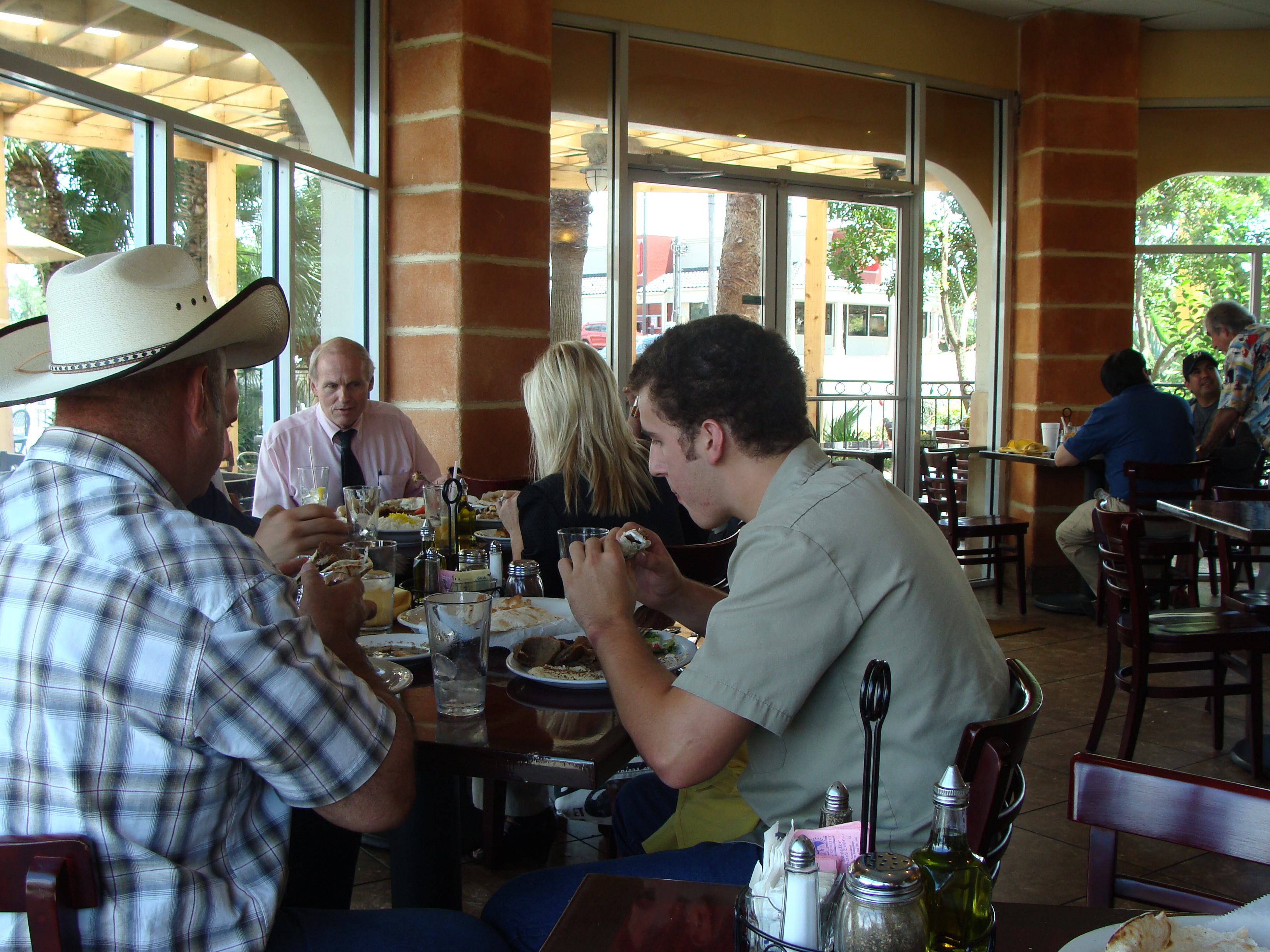
یک رستوران چلوکبابی در سن آنتونیو در تگزاس

در خارج از ایران نیز چلوکبابی‌ها شهرت داشته و اغلب در میان رستوران‌های مرغوب شهر خود نیز شناخته شده‌اند. هنگامی که جواد فریفته، آشپز مخصوص احمد شاه مقیم پاریس گردید، نخستین چلوکبابی خارج از ایران را در این شهر دایر نمود. بعدها و در زمان حکومت آدولف هیتلر بر آلمان، یک ایرانی به نام احمدخان، چلوکبابی هیتلر را در این کشور تأسیس کرد که فقط به طرفداران نازی‌ها خدمات می‌داد.